# 아르토 해르쾨넨
아르토 칼레비 해르쾨넨(핀란드어: Arto Kalevi Härkönen, 1959년 1월 31일 ~ )은 핀란드의 은퇴한 육상 선수로 주 종목은 창던지기이다.
헬싱키에서 태어난 해르쾨넨은 1983년 세계 육상 선수권 대회에서 14위를 기록했고, 로스앤젤레스에서 열린 1984년 하계 올림픽에 나가 86.76m를 던져 금메달을 획득하였다.